# 1995 CH

1995 CH

1995 CH är en asteroid i huvudbältet som upptäcktes den 1 februari 1995 av den japanska astronomen Takao Kobayashi vid Ōizumi-observatoriet.
Asteroiden har en diameter på ungefär 4 kilometer och den tillhör asteroidgruppen Eunomia.